# Appaleptoneta fiskei
Espèce
Synonymes
- Leptoneta fiskei Gertsch, 1974

Appaleptoneta fiskei est une espèce d'araignées aranéomorphes de la famille des Leptonetidae.

## Distribution
Cette espèce est endémique de Géorgie aux États-Unis. Elle se rencontre dans les grottes Harrisburg Cave et Pettijohn Cave dans le comté de Walker.

## Description
La femelle holotype mesure 1,45 mm.

## Étymologie
Cette espèce est nommée en l'honneur d'Alan Fiske.

## Publication originale
- Gertsch, 1974 : The spider family Leptonetidae in North America. Journal of Arachnology, vol. 1, no 3, p. 145-203 (texte original).